# Eumannia castiliaria
Eumannia castiliaria är en fjärilsart som beskrevs av Otto Staudinger 1892. Eumannia castiliaria ingår i släktet Eumannia och familjen mätare. Inga underarter finns listade i Catalogue of Life.